# Kurt Göhrum
Kurt Göhrum, född 27 mars 1891 i Aalen, död 11 april 1953 i fångenskap i Vladimir, var en tysk SS-Gruppenführer och generallöjtnant inom polisen. Under andra världskriget innehade han höga poster inom Ordnungspolizei.

## Biografi
Under 1930-talet var Göhrum verksam inom Schutzpolizei och Landespolizei. Under andra världskriget var han bland annat befälhavare för Ordnungspolizei i Nürnberg och Münster för att under krigets sista år utnämnas till polischef i Berlin. I maj 1945 greps Göhrum av sovjetiska trupper och hamnade i krigsfångenskap. Han avled i lägret i Vladimir år 1953.

### Webbkällor
- Lilla, Joachim. ”Göhrum, Kurt” (på tyska). Bayerische Landesbibliothek Online. Arkiverad från originalet den 8 september 2013. https://web.archive.org/web/20130908133812/http://verwaltungshandbuch.bayerische-landesbibliothek-online.de/goehrum-kurt. Läst 7 september 2013.